# ۲۳۵ (قمری)
۲۳۵ (قمری)، دویست و سی و پنجمین سال در گاهشماری هجری قمری است. اول محرم این سال برابر با سی‌ام ژوئیه سال ۸۴۹ میلادی است.

## وابسته
- اسحاق موصلی
- عبدالسلام بن رغبان